# Columbus High
Koordinaten: 75° 45′ S, 175° 30′ O
Columbus High ist ein 140 km langer und 10 km breiter Tiefseerücken im antarktischen Rossmeer.
Italienische Wissenschaftler entdeckten ihn und benannten ihn 1993 nach Christoph Kolumbus (1451–1506), dem vermeintlichen Entdecker Amerikas.